# Wierzysko (jezioro)
Wierzysko (kaszb. Wierzëska lub też Wierziska) – jezioro na Pojezierzu Kaszubskim, położone w województwie pomorskim, w powiecie kościerskim, w granicach administracyjnych Kościerzyny. Przepływa przez nie rzeka Wierzyca.

## Morfometria
Akwen znajduje się na wysokości 146,4 m n.p.m. Powierzchnia jeziora wynosi 63 ha, długość – 2,25 km, szerokość – do 250 m, a głębokość maksymalna – 6 m.
Jezioro jest obecnie zanieczyszczone ściekami odprowadzanymi z miasta.